# Marie-Paul-Vincent Grollemund
Marie-Paul-Vincent Grollemund, francoski general, * 1879, † 1953.